# База знања
База знања (БЗ) је технологија која се користи за чување сложених структурираних и неструктурираних информација које користи рачунарски систем. Почетна употреба термина била је у вези са експертним системима који су били први системи засновани на знању .

## Првобитна употреба израза
Првобитна употреба израза база знања била је за описивање једног од два подсистема система заснованог на знању. Систем заснован на знању састоји се од базе знања која представља чињенице о свету и механизма закључивања који може да расуђује о тим чињеницама, као и да користи правила и друге облике логике за извођење нових чињеница или истицање недоследности.

## Својства
Израз „база знања“ је скован како би се овај облик складиштења знања разликовао од уобичајеније и широко коришћене базе података појмова. У то време (1970-их) готово сви велики информациони системи за управљање складиштили су своје податке у некој врсти хијерархијске или релационе базе података. У овом тренутку у историји информационе технологије, разлика између базе података и базе знања била је јасна и недвосмислена.
База података имала је следећа својства:
- Прости подаци: Подаци су обично били представљени у табеларном формату са нискама или бројевима у свакоме пољу
- Више корисника: Конвенционална база података потребна за подршку више корисника или система пријављених у исте податке истовремено.
- Трансакције: Основни услов за базу података био је одржавање интегритета и доследности међу подацима којима су приступали истовремени корисници. То су такозвана ACID својства: атомичност, конзистентност, изолованост и издржљивост.
- Велики, дуговечни подаци: Корпоративна база података потребна је да подржи не само хиљаде већ стотине хиљада или више редова података. Таква база података обично је потребна да би се наставило са употребом било којег појединачног програма; потребно је било да податке чува годинама и деценијама, а не током живота програма.

Први системи засновани на знању имали су потребе за подацима које су биле супротне овим захтевима базе података. Стручни систем захтева структуриране податке. Не само табеле са бројевима и нискама, већ и показиваче на друге објекте који заузврат имају и додатне показиваче. Идеалан приказ базе знања је објектни модел (који се у литератури о вештачкој интелигенцији често назива онтологијом) са класама, поткласама, као и примерима.
Ни рани експертски системи нису имали много потребе за више корисника или сложеност која долази са захтевањем трансакционих својстава података. Подаци за ране експертске системе коришћени су да би се дошло до одређеног одговора, попут медицинске дијагнозе, дизајна молекула или одговора на хитне случајеве. Једном када је решење проблема бивало познато, није било критичне потражње за складиштењем великих количина података назад у трајно складиште меморије. Прецизнија изјава била би да су, с обзиром на доступне технологије, истраживачи компромитовали и радили без тих могућности јер су схватили да су изнад онога што се могло очекивати и да би могли без њих развити корисна решења за нетривијалне проблеме. Чак и од самога почетка, проницљивији истраживачи су схватили потенцијалне користи могућности складиштења, анализе и поновне употребе знања. На пример, погледајте расправу о корпоративној меморији у најранијем делу у вези с програмом Knowledge-Based Software Assistant, Кордела Грина и других.
Захтеви за количином података такође су били различити за базу знања у поређењу са конвенционалном базом података. База знања је потребна за познавање чињеница о свету. На пример, да представимо изјаву да су „Сви људи смртни“. База података обично не може да представља ово опште знање, већ би уместо тога требало да складишти информације о хиљадама табела које представљају информације о одређеним људима. Представљање да су сви људи смртни и да могу да расуђују о било којем датом човеку да је смртан је дело базе знања. Представљање да су Џорџ, Мери, Сем, Џена, Мајк, ... и стотине хиљада других купаца људи одређеног узраста, пола, с одређеном адресом итд. је посао за базу података.
Како су експертски системи прешли са прототипа на системе који су распоређени у корпорацијским окружењима, захтеви за њиховим складиштењем података брзо су се почели поклапати са стандардним захтевима базе података за више дистрибуираних корисника са подршком за трансакције. У почетку се потражња могла видети на двама различитим, али конкурентним тржиштима. Из ВИ и објектно оријентисаних заједница настале су објектно оријентисане базе података као што је настао и Versant. То су били системи дизајнирани из темеља како би имали подршку за објектно оријентисане могућности, али и да такође подржавају и стандардне услуге база података. Са друге стране, велики добављачи база података као што је Оракл додали су могућности својим производима које су пружале подршку захтевима у бази знања као што су односи класе и поткласе.

## Интернет као база знања
Следећа еволуција појма база знања био је Интернет. Са порастом Интернета, документи, хипертекст и мултимедијална подршка постали су пресудни за било коју корпоративну базу података. Више није било довољно подржавати велике табеле података или релативно мале предмете који су живели првенствено у рачунарској меморији. Подршка за корпоративне веб локације захтевала је постојаност и трансакције докумената. Ово је створило потпуно нову дисциплину познату као Управљање веб садржајем. Други покретач подршке документима био је пораст добављача за управљање знањем као што је Lotus Notes. Управљање знањем заправо је претходило Интернету, али са Интернетом постојала је велика синергија између та два подручја. Производи за управљање знањем усвојили су термин „база знања“ да би описали своја спремишта, али је значење имало суптилну разлику. У случају ранијих система заснованих на знању, знање је било првенствено за употребу аутоматизованог система, за расуђивање и доношење закључака о свету. Са производима за управљање знањем, знање је првенствено било намењено људима, нпр. како би служило као спремиште приручника, процедура, смерница, најбољих пракси, дизајна и кода за поновну употребу итд. У оба случаја разлике између употребе и врста система биле су лоше дефинисане. Како се технологија ширила, ретко се налазио систем који би заиста могао да буде чисто класификован као заснован на знању у смислу експертског система који изводи аутоматизовано резоновање и заснован на знању у смислу управљања знањем који пружа знање у облику документ и медији које бисмо могли искористити ми људи.